# Sistema educativo de Eritrea

Bandera de Eritrea

La Educación en Eritrea es obligatoria oficialmente entre los 7 y los 14 años de edad.

## Objetivos
Los objetivos más importantes de la política educativa eritrea son proveer educación básica en cada una de las lenguas oficiales del país y producir una sociedad equipada con los conocimientos y el saber hacer necesarios para poder desempeñar un papel útil en una economía moderna. La infraestructura educativa, sin embargo, es inadecuada actualmente para conseguir estos objetivos.
El sistema educativo está diseñado para promover el sector privado en la escuela, la igualdad de acceso para todos los grupos (prevención de la discriminación por género, étnica, etc) y promover una educación continua a través de sistemas formales e informales.

## Niveles

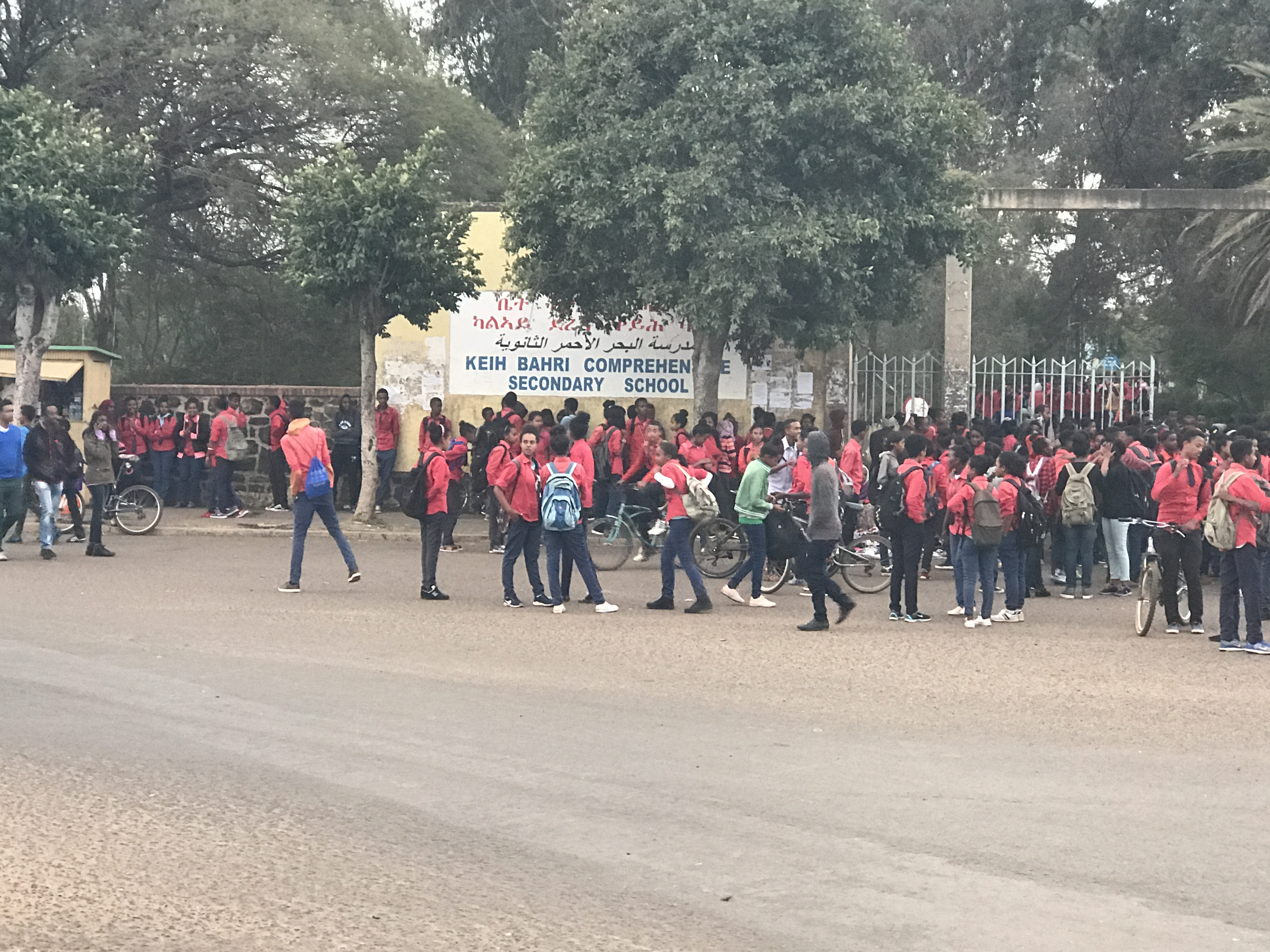
Escuela secundaria en Eritrea

Existen cinco niveles educativos: pre-primaria, primaria, media, secundaria y terciaria. Hay alrededor de 238.000 estudiantes desde primaria hasta secundaria, con unas 824 escuelas en todo el país y dos universidades, la University of Asmara (UoA) y el Eritrea Institute of Technology (EIST), además de otros centros de escuelas técnicas.

## Centros
Los centros de educación terciaria en Eritrea son College of Marine Biology,  College of Agriculture, College of Arts and Social Sciences, College of Business and Economics, College of Nursing and Health Technology y las ya mencionadas EIST y UoA.

## Barreras
Las barreras a la educación incluyen tabúes tradicionales, así como económicos, principalmente matrículas para pagar material.

## Estadísticas
Las estadísticas muestran que entre el 39 y el 57% de los niños en edad escolar van la escuela primaria y el 21% a la secundaria. Las ratios de estudiantes por profesor son de 45 a 1 para el nivel elemental y 54 a 1 para secundaria, con 63 estudiantes por clase en el nivel elemental y 97 en secundaria. Las horas lectivas son menos de cuatro diarias y el nivel de conocimiento y de abandono de estudios varían mucho según zonas y según sexos, ya que en mujeres suele ser, este último, mayor.
La tasa de analfabetismo se encuentra entre el 40 y el 70%